# Università Ana G. Méndez
L'Università Ana G. Méndez, abbreviata in UAGM / AGMU, è un'importante istituzione accademica privata con sede principale a San Juan, Porto Rico. Fondata nel 1949, è composta da vari campus situati in diverse città, tra cui Gurabo e Carolina, oltre a sedi negli Stati Uniti, come in Florida, Texas e Maryland.
Inoltre, possiede l'unico canale televisivo di Porto Rico affiliato al Public Broadcasting Service (PBS).
L'UAGM ha un'iscrizione di circa 23.000 studenti e offre circa 240 programmi accademici che includono certificati tecnici, diplomi associati, baccalaureati, master e dottorati. Attraverso la formazione continua, propone corsi professionali per tenersi aggiornati.